# Gallina (Castiglione d'Orcia)
Gallina (già Osteria Gallina) è una frazione del comune italiano di Castiglione d'Orcia, nella provincia di Siena, in Toscana.

## Geografia fisica
Situata in val d'Orcia, alle pendici settentrionali del massiccio montuoso del Monte Amiata, Gallina si sviluppa lungo il corso del torrente Vellora, che si immette nel fiume Orcia a poco meno di un chilometro dal paese. La frazione dista circa 5 km dal capoluogo comunale e circa 55 km da Siena.
All'interno della frazione di Gallina passa il quarantatreesimo parallelo terrestre.

## Storia
Il borgo di Gallina è un antico villaggio agricolo, sorto come stazione di sosta per i pellegrini poiché posizionato nel punto dove la via Cassia coincide con la vecchia via Francigena. Chiamato Osteria della Scala, è sempre stato molto frequentato dai viaggiatori in pellegrinaggio verso Roma, sino ai tempi recenti. Ha conosciuto una forte espansione negli anni del dopoguerra, ma vi sono ancora a testimonianza del suo passato numerosi casali fortificati ed ex stazioni di posta che mantengono conservato il loro aspetto originario.

## Monumenti e luoghi d'interesse
- Chiesa di Santa Maria dei Campi, chiesa di riferimento della frazione, è stata edificata agli inizi degli anni '60 del XX secolo. Si presenta ad aula unica, in stile neoromanico, con facciata a capanna con paramento in pietra. All'interno, un grande arco a tutto sesto in pietra segna la zona del presbiterio.[3] La chiesa è situata nel territorio parrocchiale dei Santi Quirico e Giulitta di San Quirico d'Orcia.[4]
- Fattorie fortificate e antiche stazioni di posta: La Poderina, La Rimbecca, La Scala, Le Briccole, che conserva ancora la chiesa di San Pellegrino, con l'antico spedale dove sostò anche Francesco d'Assisi.[1]
- Oratorio di Santa Maria Vergine e San Lorenzo Martire, presso il podere La Scala.

## Cultura

### Eventi
Dal 2006, ogni terzo fine settimana di maggio, la pro loco di Gallina organizza, con il patrocinio del comune di Castiglione d'Orcia, l'evento fieristico di Valdorcia in fiera, un appuntamento annuale di carattere agricolo-alimentare durante il quale gli espositori attivi sul territorio presentano i loro prodotti. L'evento è allestito presso gli impianti sportivi della frazione.
La manifestazione si struttura in più sezioni distinte a seconda della tipologia dei prodotti: mezzi meccanici, attrezzatura per il giardinaggio, prodotti eno-gastronomici della val d'Orcia e la produzione artigianale tradizionale (ceramica, vimini, ferro battuto).

## Galleria d'immagini

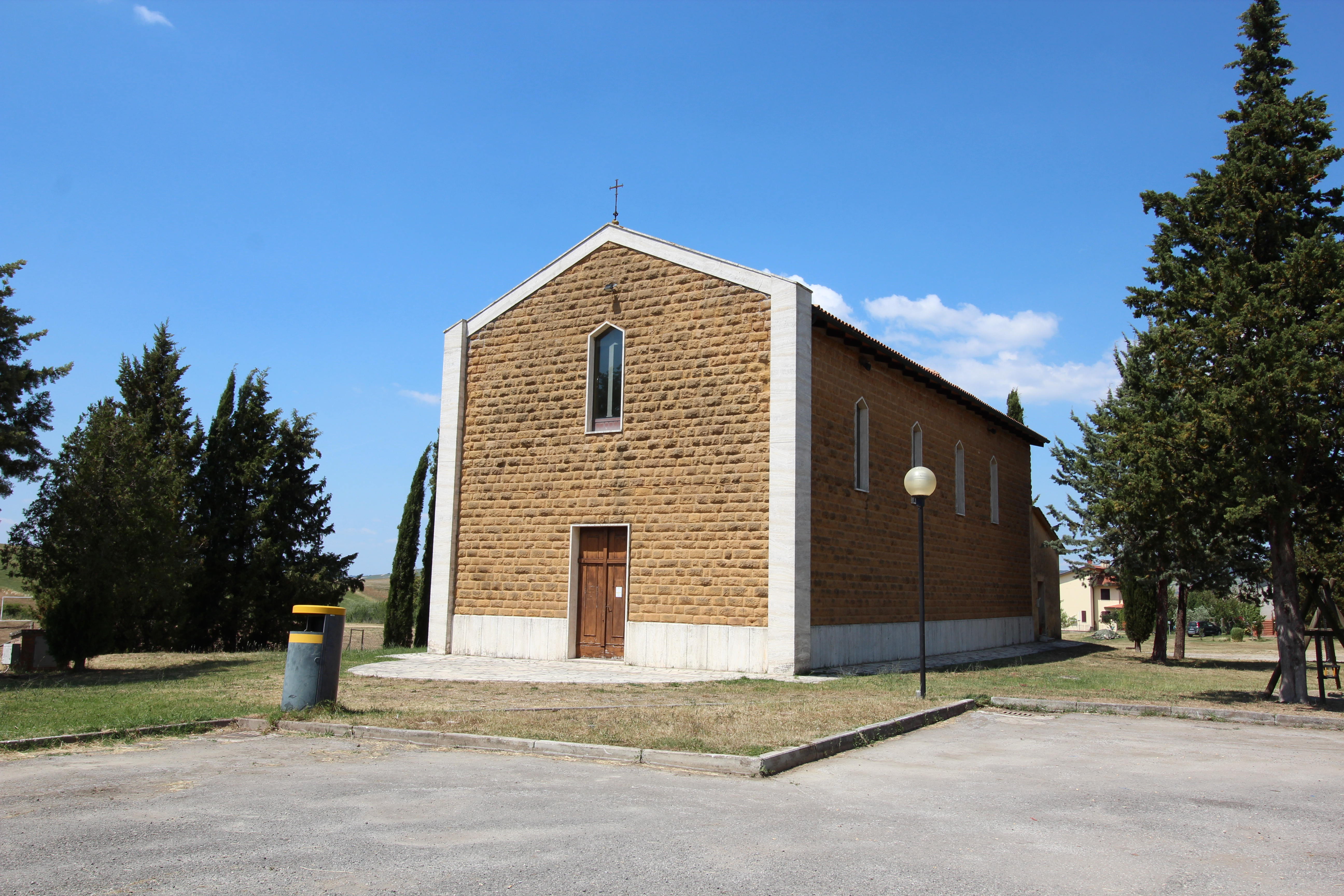
La chiesa di Santa Maria dei Campi
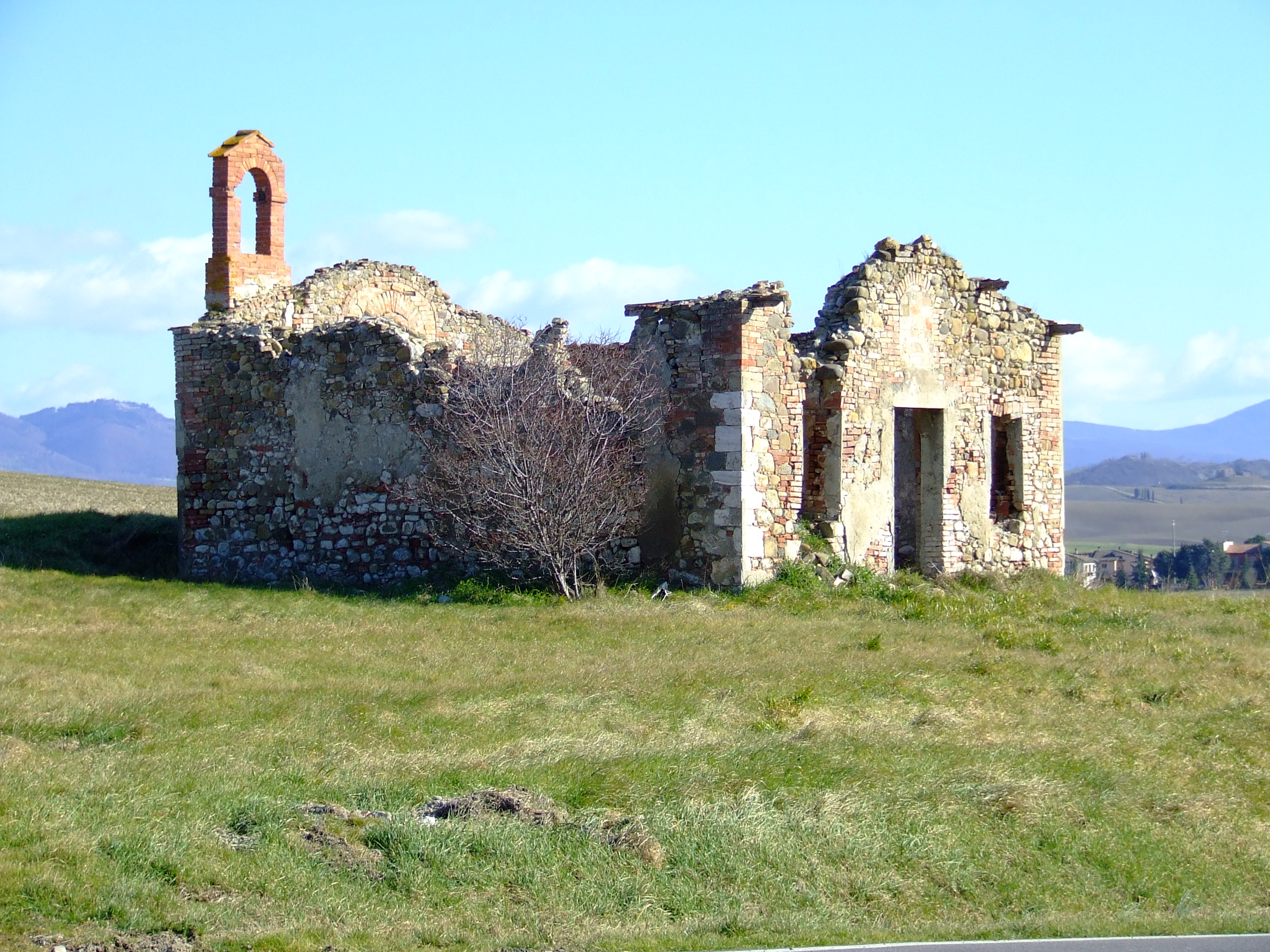
Ruderi dell'oratorio della Scala (2006)
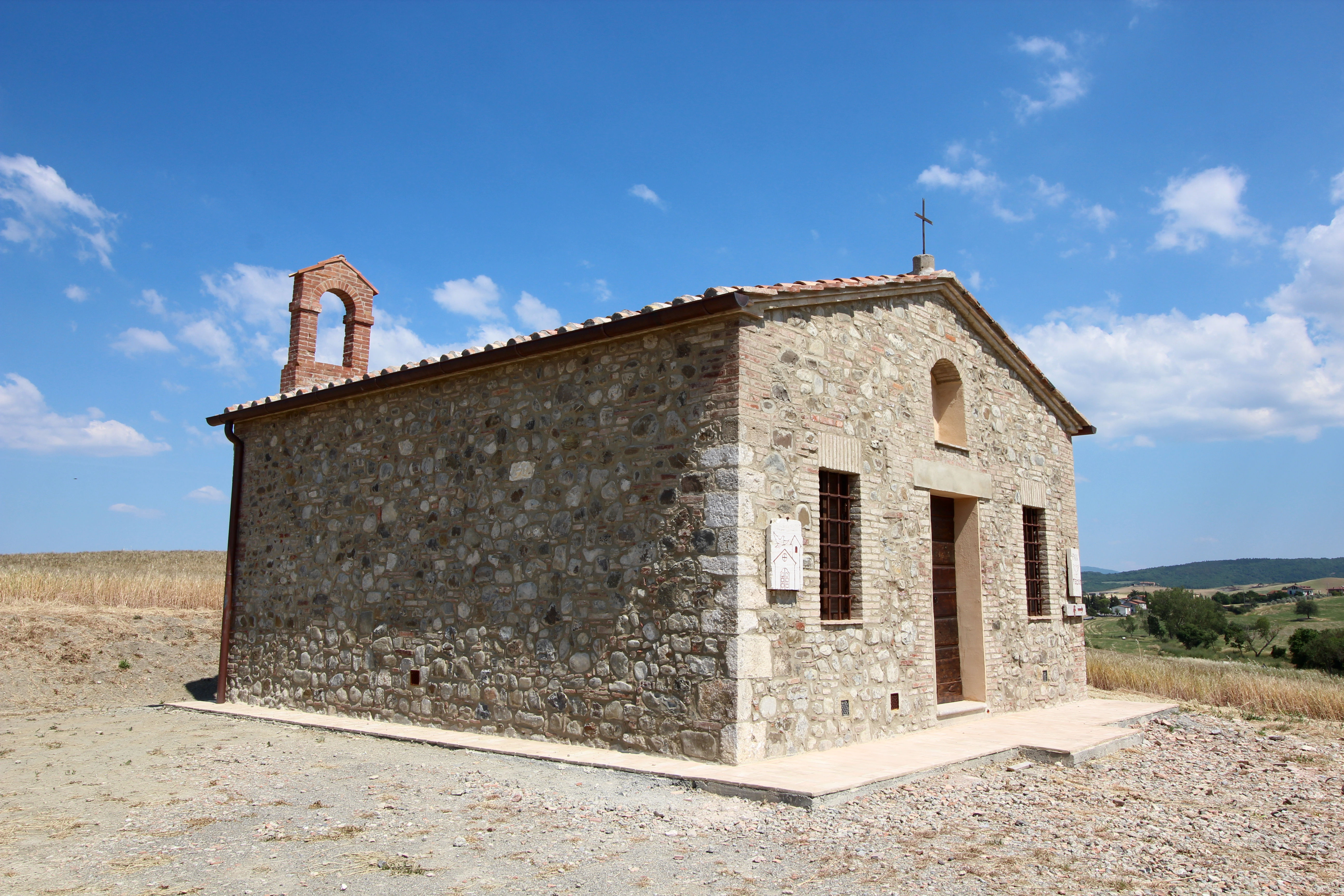
L'oratorio della Scala nel 2017
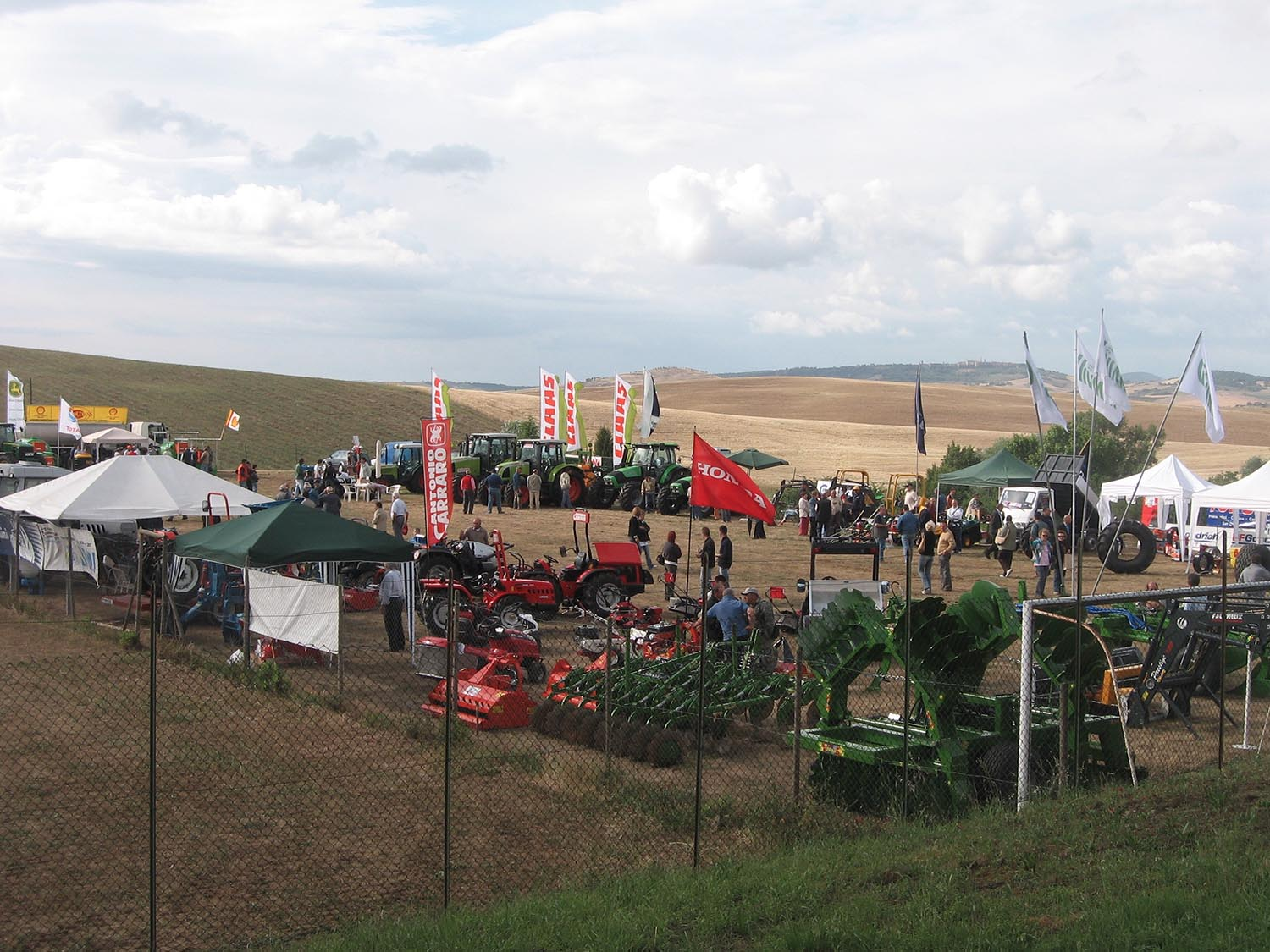
Esposizione di macchine agricole nel 2007
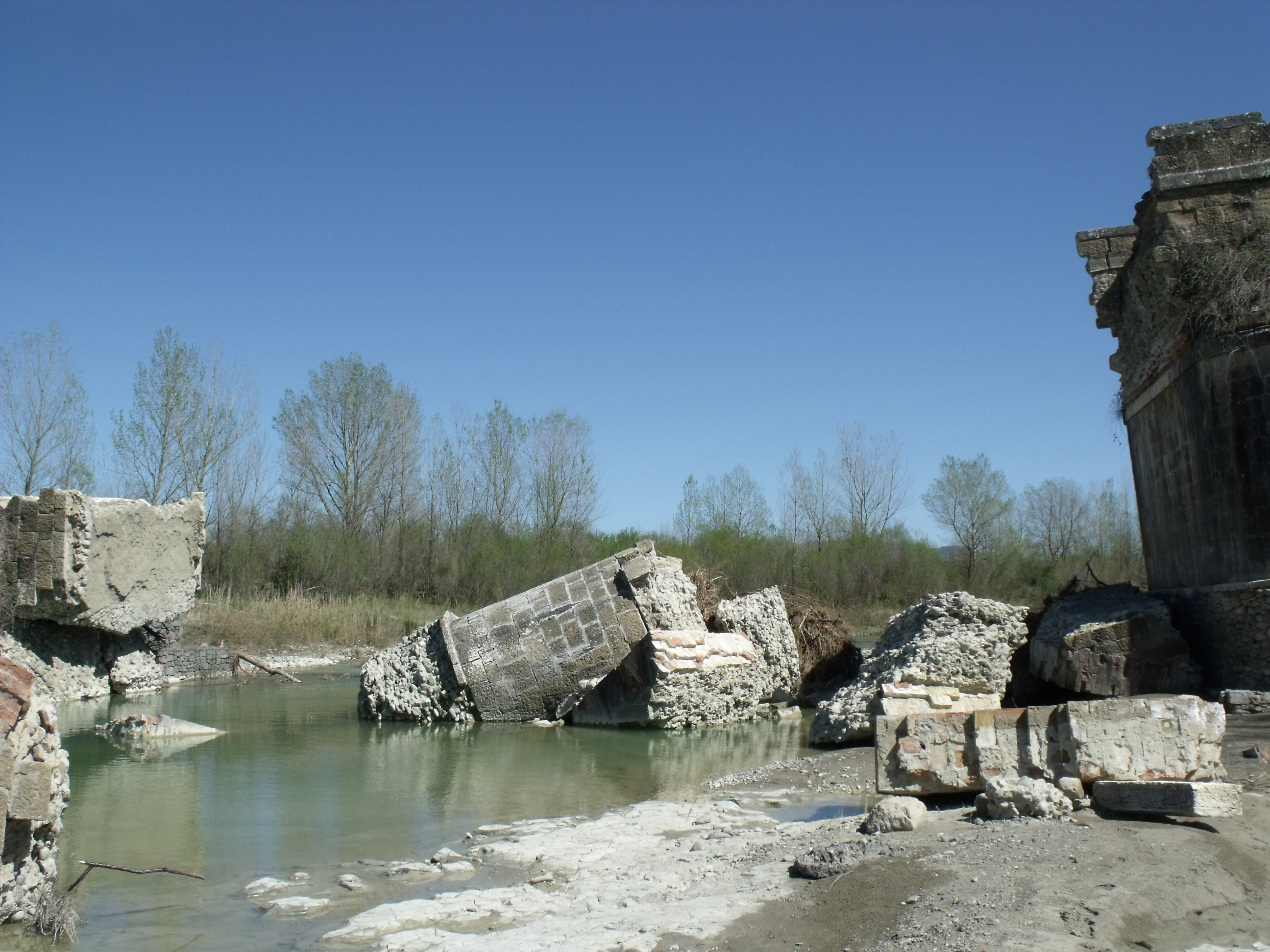
Ruderi del Ponte di Pian di Maggio tra Gallina e Pienza